# Picot de corona pigada
El picot de corona pigada (Veniliornis frontalis) és una espècie d'ocell de la família dels pícids (Picidae) que habita la selva humida dels vessants dels Andes, al centre i sud-est de Bolívia i nord-oest de l'Argentina.